# Пам'ятник пластунам, що не зламали своїх присяг
Па́м'ятник пластуна́м, що не злама́ли свої́х прися́г — єдина в Україні скульптура, присвячена усім пластунам. Відкритий 12 квітня 2012 року в Івано-Франківську на честь 100-ліття від дня складення першої пластової присяги. Розташований поблизу площі імені Адама Міцкевича.
Пам'ятник обійшовся у 117 тисяч гривень. Частину грошей зібрали пластуни, частину виділили з міського бюджету.
Пам'ятник — бронзова скульптура юнака в однострої зразка 1925 року з мандрівним наплічником та орлом у руках. Висота скульптурної композиції — 3,5 метри. На постаменті напис:
|  | Пластунам, що не зламали своїх присяг |